# Fuchsia ayavacensis
Fuchsia ayavacensis är en dunörtsväxtart som beskrevs av Carl Sigismund Kunth. Fuchsia ayavacensis ingår i släktet fuchsior, och familjen dunörtsväxter. Inga underarter finns listade i Catalogue of Life.